# Kerim Çalhanoğlu
Kerim Çalhanoğlu (sinh ngày 26 tháng 8 năm 2002) là một cầu thủ bóng đá chuyên nghiệp người Đức thi đấu cho câu lạc bộ SV Sandhausen tại 2. Bundesliga theo dạng cho mượn từ Schalke 04.

## Danh hiệu
Schalke 04
- 2. Bundesliga: 2021–22